# Ludesch
Ludesch è un comune austriaco di 3 410 abitanti nel distretto di Bludenz, nel Vorarlberg.